# Workers International League
Workers' International League (WIL) var en trotskistisk grupp som fanns i Storbritannien från 1937 till 1944. Gruppen verkade bland annat genom utgivningen av en tidskrift, Workers' International News. 